# Srbská romantická literatura

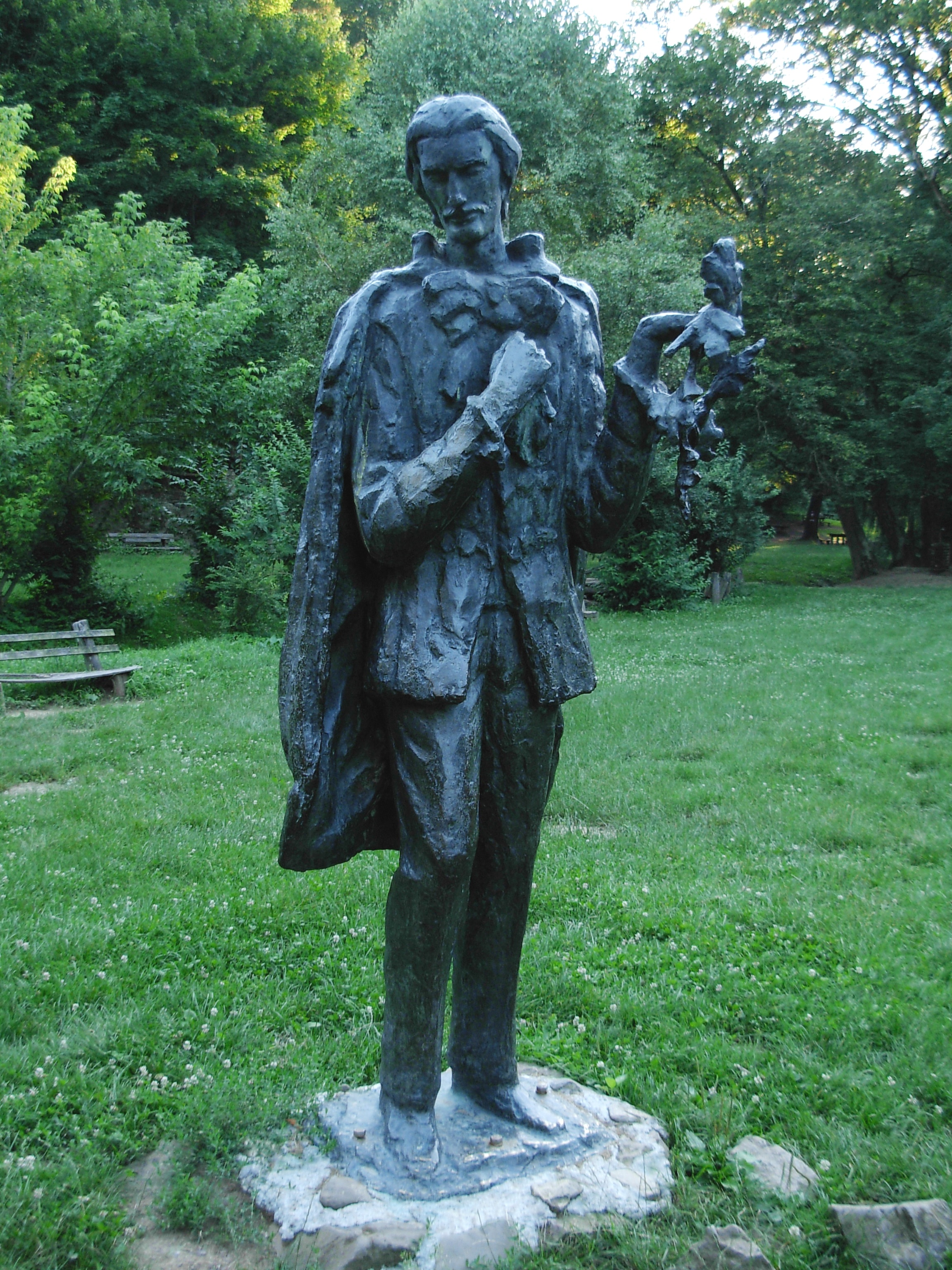
Socha Branka Radičeviće na Stražilovu nedaleko od Sremských Karlovců.

Romantická vlna procházela srbskou literaturou od 30. let 19. století až do let sedmdesátých. Podobně jako i u jiných evropských národů, také v Srbsku a Dolních Uhrách tematicky odpovídá boji za moderní podobu národa a národní literatury.
Centrem rozvoje národních myšlenek, literatury, divadla i žurnalistiky, se stal Novi Sad, kam byla z Pešti také v roce 1864 přemístěna Matice srbská. Jihouherské prostředí bylo mnohem rozvinutější, než tomu bylo v samotném Srbsku, které se během zmíněného devatenáctého století začalo pomalu stávat samostatně fungujícím státem. V Srbsku samotném chyběly vzdělávací instituce, nebo byly v samém zárodku, a tak byl okruh čtenářů, či tvůrců velmi malý. Doboví autoři využívali předností, kterých se nabízelo v rozsáhlé mnohonárodnostní říši. Získávali vzdělání a rozhled v centrech Rakousko-Uherska, cestovali po Evropě a tak mohli být ovlivněni dobovými idejemi. Mnozí z tehdejší generace spisovatelů přejali myšlenky slovanské vzájemnosti a panslavismu, které se už nějakou dobu šířily po Habsburské monarchii a mluvilo se o nich i na slovanském sjezdu v roce 1848.
Známý srbský literární historik Jovan Deretić rozdělil období domácí romantické literatury na dvě etapy: Čtyřicátá léta (dobu Branka Radičeviće) a šedesátá léta (období básníků zapojených do Omladiny).
Romantismus v Evropě nastolil téma lidové tvorby. Vuk Stefanović Karadžić po setkání s Jernejem Kopitarem a dalšími vzdělanci (při svém pobytu v německých zemích) zjistil, že je o lidové příběhy posbírané z okolí východní Bosny a také Hercegoviny zájem a ujali se tak systematické práce na zaznamenání ústní lidové slovesnosti. Spolu s Đurou Daničićem také kodifikovali spisovnou podobu srbského jazyka. Ta sice nebyla zprvu přijata kladně, ale mnozí spisovatelé tehdejší doby ji přijali. Včetně například básníka Branka Radičeviće, či Petra Petroviče-Njegoše. První z nich se stal mladým básníkem, opěvujícím krásy rodného kraje (Frušky Gory, Sremských Karlovců) a mládí, druhý z nich ve svém rozsáhlém básnickém cyklu Gorski Vijenac popsal vyhánění muslimského obyvatelstva Černé Hory. Oba dva se tak zasloužili o sepsání vrcholných děl srbského básnictví a stali se vzory pro řadu dalších umělců.
Nová literatura vycházela také velmi často z ústně podávaných příběhů. S vzrůstajícím významem školství v tehdejší Evropě a samozřejmě i v Rakousko-Uhersku, přibývalo studentů, jejichž zájem o národní kulturu rostl. Spolky a kroužky, které tehdejší studenti zakládali, sehrávaly v tehdejší romantické literatuře nemalou úlohu. Roku 1866 se sjednotily v jedinou organizaci s názvem Omladina. K této omladině patřila „trojice“ jihouherských spisovatelů – Jovan Jovanović Zmaj, Laza Kostić a Đura Jakšić. A to i přesto, že se v jejich tvorbě objevily i jiné, nápadně realistické rysy. Tato trojice byla z hlediska básnické tvorby velice plodná a vlastní práce uveřejňovala v různých časopisech. Z těch, které v Novém Sadě vycházely zastupoval významnou roli také Letopis matice srbské, ještě předtím, než se přeorientoval v odborný časopis. Svojí tvorbu prodchli – stejně jako tomu bylo v případě jejich předchůdců – národnostní tematikou. Proto se také často dostávali do konfliktu s tehdejší rakouskou mocí a útočiště hledali v zahraničí. Ani v samotném Srbsku pod nadvládou Obrenovićů však nebyly podmínky jednoduché, neboť tehdejší byrokracie se nástupu liberální moderní společnosti, kterou tito politicky aktivní básníci prosazovali, obávala.